# Scopula danieli
Scopula origalis là một loài bướm đêm trong họ Geometridae.